# 卡扎里唐布雷
卡扎里唐布雷（法語：Cazaril-Tambourès）是法国上加龙省的一个市镇，属于圣戈当区（Saint-Gaudens）蒙特雷若县（Montréjeau）。该市镇总面积6.93平方公里，2009年时的人口为75人。

## 人口
卡扎里唐布雷人口变化图示